# Гамильтон Булдогс
«Гамильтон Булдогс» (англ. Hamilton Bulldogs) — бывший профессиональный хоккейный клуб, выступавший в АХЛ. Являлся фарм-клубом команды НХЛ — «Монреаль Канадиенс». С сезона 2015/16 команда переехала в Сент-Джонс (Ньюфаундленд и Лабрадор) под названием «Сент-Джонс АйсКэпс».

## История
Хоккейный клуб «Гамильтон Булдогс» был основан как фарм-клуб «Эдмонтон Ойлерз» в 1996 году, после переезда из Кейп-Бретона, Новая Шотландия, где команда называлась «Кейп-Бретон Ойлерз». В первый год своего пребывания в АХЛ «Булдогс» устремились в финал Кубка Колдера, но проигрывали в финалах 1997 и 2003 годов. В 7 игре финала 2003 года команду пришли поддержать 17 428 болельщиков, заполнивших «Коппс Колизеум» в матче против «Хьюстон Аэрос», в связи с чем, был установлен рекорд посещаемости матчей плей-офф (побитый «Филадельфией Фантомс» в 2005 году). «Хьюстон» выиграл игру со счётом 3:0, а серию 4:3. В 2007 году «Булдогс» выиграли Кубок Колдера, обыграв «Херши Бэрс». Финальная серия 2007 года стала обратно противоположной серии 1997 года, когда «Херши» обыграл «Гамильтон» 4:1.
Несмотря на высокую посещаемость в 2001 году, «Эдмонтон Ойлерз» объявила о планах по созданию АХЛ-франшизы в Торонто. В свою очередь, владельцы «бульдогов» сделали инвестиции в несколько миллионов долларов, чтобы приобрести права на франшизу «Квебек Цитаделс», фарм-клуб «Монреаль Канадиенс», и объединить её с «Гамильтоном Булдогс», при этом сохранив название и оставив команду в городе. По окончании сезона 2002/03 «Ойлерз» официально перевезли свою франшизу в Торонто под названием «Торонто Роудраннерс». 
К 2011 году бизнесмен Майкл Андлауэр выкупил все акции клуба и стал его полноправным хозяином. 12 марта 2015 года Андлауэр объявил, что он продал франшизу «Гамильтон Булдогс» обратно «Канадиенс», и что команда переезжает в Сент-Джонс, провинция Ньюфаундленд и Лабрадор, в сезоне 2015/16 под названием «Сент-Джонс АйсКэпс» (текущие же  «АйсКэпс», фарм-клуб «Виннипег Джетс», переехали в Манитобу как «Манитоба Мус»). Одновременно Андлауэр объявил о том, что он приобрёл команду «Бельвиль Буллз» из Хоккейной лиги Онтарио, и что команда будет перевезена в Гамильтон и получит имя «Гамильтон Булдогс».

## Клубные рекорды
Сезон
Голы (39) — Пол Хили (2000-01)
Передачи (52) — Даниэль Клири (1999-00)
Очки (78) — Давид Деарне (2009-10)
Штраф (522) — Деннис Бонви (1996-97)
Коэффициент пропущенных голов (2,10) — Ярослав Галак (2007-08)
Карьера в клубе
Голы — 85 — Кори Лок
Передачи — 144 — Кори Лок
Очки — 229 — Кори Лок
Штраф 817 — Деннис Бонви
Вратарские победы — 81 — Янн Дани
Игры — 486 — Алекс Генри